# Eumir Marcial
Eumir Félix Marcial y de los Santos (Zamboanga, Filipinas, 29 de octubre de 1995) es un deportista olímpico filipino que compite en boxeo, en la categoría de peso medio y que consiguió la medalla de bronce en los Juegos Olímpicos de Tokio 2020.

## Palmarés internacional
| Juegos Olímpicos | Juegos Olímpicos | Juegos Olímpicos  | Juegos Olímpicos |
| Año              | Lugar            | Medalla           | Prueba           |
| ---------------- | ---------------- | ----------------- | ---------------- |
| 2021             | Tokio ( Japón)   | Medalla de bronce | Peso medio       |